# Kanton Chantonnay
Chantonnay is een kanton van het departement Vendée in Frankrijk. Het kanton maakt deel uit van de arrondissementen La Roche-sur-Yon en Fontenay-le-Comte.

## Gemeenten
Het kanton Chantonnay omvatte tot 2014 de volgende 8 gemeenten:
- Bournezeau
- Chantonnay (hoofdplaats)
- Rochetrejoux
- Saint-Germain-de-Prinçay
- Saint-Hilaire-le-Vouhis
- Saint-Prouant
- Saint-Vincent-Sterlanges
- Sigournais

Bij de herindeling van de kantons door het decreet van 17 februari 2014, met uitwerking op 22 maart 2015 werd het uitgebreid met volgende 8 gemeenten:
- Le Boupère
- Essarts en Bocage
- La Ferrière
- Fougeré
- La Merlatière
- Saint-Martin-des-Noyers
- Sainte-Cécile
- Thorigny